# Apiomorpha rosaeforma
Apiomorpha rosaeforma är en insektsart som först beskrevs av Walter Wilson Froggatt 1895.  Apiomorpha rosaeforma ingår i släktet Apiomorpha och familjen filtsköldlöss. Inga underarter finns listade i Catalogue of Life.